# Distretto di Viñac
Il distretto di Viñac è uno dei trentatré distretti della provincia di Yauyos, in Perù. Si trova nella regione di Lima e si estende su una superficie di 165,23 chilometri quadrati.
Ha per capitale la città di Viñac.